# Nyctemera baulus
Nyctemera baulus är en fjärilsart som beskrevs av Jean Baptiste Boisduval 1832. Nyctemera baulus ingår i släktet Nyctemera och familjen björnspinnare. Inga underarter finns listade i Catalogue of Life.

## Bildgalleri

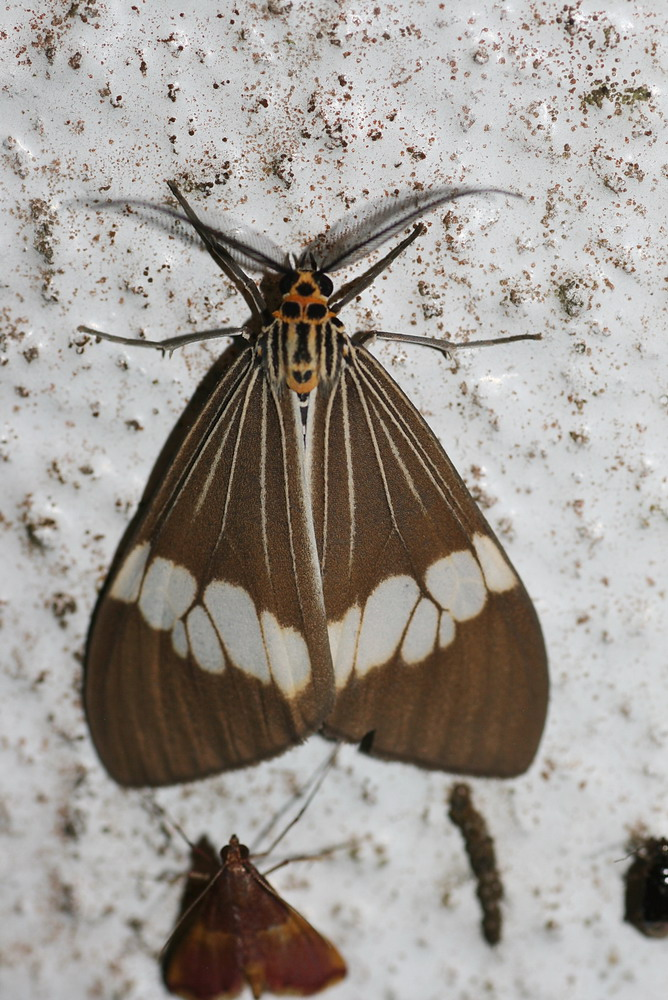